# 代策姆
代策姆是德国莱茵兰-普法尔茨州的一个市镇。总面积5.56平方公里，总人口551人，其中男性266人，女性285人（2011年12月31日），人口密度99人/平方公里。